# Prvenstvo Avstralije 1909
Prvenstvo Avstralije 1909 v tenisu.

## Moški posamično
Anthony Wilding :  Ernie Parker, 6–1, 7–5, 6–2

## Moške dvojice
J.P. Keane /  Ernie Parker :  Tom Crooks /  Anthony Wilding, 1–6, 6–1, 6–1, 9–7